# Ачинск
Ачинск (рус. Ачинск) град је у Русији у Краснојарској Покрајини. Налази се на месту где Транссибирска пруга прелази реку Чулим. Ачинск је основан 1682. Према попису становништва из 2010. у граду је живело 109.156 становника.

## Становништво
Према прелиминарним подацима са пописа, у граду је 2010. живело 109.156 становника, 9.588 (8,07%) мање него 2002.
| 1939.  | 1959.  | 1970.  | 1979.   | 1989.   | 2002.   | 2010.   |
| ------ | ------ | ------ | ------- | ------- | ------- | ------- |
| 32.484 | 50.323 | 97.001 | 116.854 | 121.572 | 118.744 | 109.155 |